# ابزار عیب‌یابی دایرکت‌اکس
ابزار تشخیصی DirectX (به انگلیسی: DirectX Diagnostic Tool) (اختصاری DxDiag) یک ابزار تشخیصی (Diagnostics tool) مورد استفاده برای آزمایش عملکرد DirectX و عیب‌یابی مشکلات سخت‌افزاری یا مربوط به صدا می‌باشد. ابزار تشخیصی، می‌تواند فایل‌های متنی را با نتایج اسکن ذخیره کند. این فایل‌ها اغلب در تِک فروم‌ها (Tech forum) ارسال می‌شوند یا برای پشتیبانی از ایمیل‌های پشتیبانی شده، به منظور پشتیبانی از پرسنل پشتیبانی بهتر از جبرهای پردازه استفاده می‌شود در صورتی که این خطا ناشی از یک شکست سخت‌افزاری یا ناسازگاری باشد. نیاز به نصب ندارد و در خود ویندوز می‌باشد. لازم است ذکر شود این برنامه در ویندوز سرور قابل استفاده می‌باشد که می‌توانیم اطلاعات بیشتری را در آن دریافت کنیم.
مجموعه ای از API‌ها می‌باشد که در ویندوز برای ویدیوها و برنامه‌ها استفاده می‌شود؛ و همچنین یک برنامه بسیار مهم برای گیمرها می‌باشد. برنامه DirectX Diagnostic Tool به شما اطلاعاتی در مورد DirectX می‌دهد؛ و همچنین به شما این اجازه را می‌دهد تا DirectX خود را برای پلتفرم مورد نظر خود امتحان کنید. اگر شما می خوهید تا از DirectX خود اطلاعات کسب کنید، می‌توانید با یادگرفتن این آموزش به راحتی این کار را انجام دهید.

## اجرای ابزار عیب‌یابی دایرکت‌اکس در Run
برای اجرای این ابزار در Run، داخل کادر Run، عبارت DxDiag را بنویسید و سپس روی دکمه‌ی Ok کلیک چپ کنید.